# Belagerung von Madrid
Gijón –
Oviedo –
Alcázar von Toledo –
Mérida –
Badajoz –
Guipúzcoa –
Mallorca –
Sierra Guadalupe –
Talavera de la Reina –
Madrid –
Straße nach Coruña –
Málaga –
Jarama –
Guadalajara –
Krieg im Norden (Durango, Guernica, Santander) –
Brunete –
Belchite –
Teruel –
Cabo de Palos –
Aragon –
Ebro –
Katalonien
Die Belagerung von Madrid fand während des Spanischen Bürgerkriegs statt und dauerte von Oktober 1936 bis zum 28. März 1939. Madrid wurde von Truppen gehalten, die loyal zur Regierung der Zweiten Spanischen Republik standen. Die Belagerer bestanden aus nationalistischen Truppen unter Francisco Franco.
Im November 1936 fand die Schlacht von Madrid statt, als die nationalistischen Kräfte mit allen Mitteln versuchten, die Stadt einzunehmen.

## Der Aufstand – Juli 1936
Nach dem Beginn der Militärrevolte am 18. Juli 1936 war die republikanische Regierung entschlossen, den Aufstand niederzuschlagen. In Madrid war man sich jedoch nicht sicher, ob man den anwesenden Truppen vertrauen konnte, zögerte aber auch, die Gewerkschaftsmitglieder der CNT und der UGT zu bewaffnen.
Die Regierung sandte noch am gleichen Tag Einheiten der Guardia Civil nach Sevilla, um den dortigen Aufstand niederzuschlagen. Als die Truppen der Guardia Civil jedoch die Stadt erreichten, liefen sie sofort zu den Aufständischen über.
Am 19. Juli wurde der abgewählte Premierminister Santiago Casares Quiroga durch Diego Martínez Barrio ersetzt. Dieser versuchte, mit dem aufständischen General Emilio Mola per Telefon zu verhandeln. Mola lehnte jedoch das ihm gemachte Angebot ab, und Martinez Barrio wurde als Premierminister durch José Giral ersetzt.
Giral gab den Befehl die Gewerkschafter zu bewaffnen, und es wurden 60.000 Gewehre an die CNT- und UGT-Hauptquartiere geliefert.

## Madrid verbleibt in republikanischer Hand: 19. Juli bis 20. Juli 1936
Zur gleichen Zeit plante der in der Montaña-Kaserne stationierte General Fanjul den Aufstand des Militärs in der Stadt.
Als er jedoch versuchte, die Kaserne mit seinen 2.500 Soldaten Richtung Madrid zu verlassen, wurden er und seine Soldaten von einer wütenden Menge aus Zivilisten und bewaffneten Gewerkschaftsmitgliedern in die Kaserne zurückgedrängt.
Am 20. Juli wurde die Kaserne von etwa 10.000 Arbeitern und Mitgliedern der Guardia de Asalto gestürmt. Die Kämpfe waren vollkommen chaotisch und einige der Soldaten, die sich ergeben wollten, wurden erschossen. Die Entscheidung fiel, als die Asaltos ein 75-mm-Feldgeschütz in Stellung brachten und anfingen, den Komplex zu beschießen. Ein Wachtmeister, der mit den Angreifern sympathisierte, öffnete daraufhin das Haupttor der Kaserne. Er wurde von einem Offizier erschossen, aber das offene Tor ermöglichte es den Republikanern, auf das Gelände vorzudringen. Viele Soldaten, die sich ergaben, wurden von der Menge umgebracht.
Durch die Erstürmung der Montaña-Kaserne verblieb Madrid in republikanischer Hand. Es gab jedoch weiterhin eine große Anzahl Sympathisanten der nationalistischen Seite in der Stadt. Über 20.000 Anhänger der Falange suchten Schutz in ausländischen Botschaften. In den nächsten Wochen kam es in der Stadt zu mehreren Morden an Falangisten durch Republikaner.
Am 23. August wurden 70 Gefangene des Gefängnisses Model von Madrid ermordet. Ob dies aus Rache für das Massaker der Nationalisten an 1.500 Republikanern nach der Schlacht von Badajoz geschah, ist spekulativ.

## DerMarsch auf Madrid– August bis Oktober 1936
Der anfängliche Plan der Militärs war es gewesen, die gesamte Macht im Land mit dem Putsch zu erringen. Der Widerstand der republikanischen Seite zwang nun Franco, das Land militärisch zu erobern. Franco landete, zusammen mit marokkanischen Truppen der Nordafrikaarmee, in Algeciras. General Emilio Mola, der Befehlshaber der Kolonialtruppen, der Spanischen Fremdenlegion und der Carlisten- und Falangistenmilizen hob nun Truppen im Norden aus. Zusammen planten sie nun den „Marsch auf Madrid“ um die Hauptstadt zu erobern. Im August eroberte Franco Badajoz und rückte von da aus Richtung Madrid vor. Mola begann seinen Vormarsch von Burgos aus. Francos Veteranen der Kolonialtruppen unter General Juan Yagüe und die Luftunterstützung der Legion Condor ließen den republikanischen Widerstand rasch zusammenbrechen. Yague wollte rasch Richtung Madrid vorstoßen, aber Franco bestand darauf, dass man zuerst den in Toledo eingeschlossenen nationalistischen Soldaten zu Hilfe käme (Belagerung des Alcázars von Toledo). Dadurch gewann die republikanische Seite Zeit, die Verteidigung der Stadt vorzubereiten.
In der Zwischenzeit hatte sich in Madrid die Regierung neu zusammengesetzt. Unter der Führung von Francisco Largo Caballero, dem Parteichef der PSOE setzte sich die Regierung nun aus 6 sozialistischen Ministern, 2 Ministern des PCE, 2 Ministern der Republikanischen Linken, einem Minister der Esquerra Republicana de Catalunya, einem Minister der Eusko Alderdi Jeltzalea-Partido Nacionalista Vasco und einem Minister der Unión Republicana zusammen.
Auch wenn die Kommunisten in der Regierung nur die Minderheit stellten, nahmen sie maßgeblich Einfluss, da sie es waren, die die Waffenlieferungen aus der Sowjetunion und die Internationalen Brigaden kontrollierten.
Offiziell war der spanische General José Miaja Oberbefehlshaber der republikanischen Armee. Sehr wahrscheinlich hatten jedoch die sowjetischen Militärberater einen maßgeblichen Einfluss auf die militärischen Entscheidungen der republikanischen Seite während des Bürgerkriegs. General Wladimir Gorew war der Befehlshaber der Militärberater. General Jakow Smuschkewitsch befehligte die von der Sowjetunion gestellte Luftwaffe und General Dmitri Pawlow befehligte die gepanzerten Einheiten. Neben den Sowjets waren etwa 90 % der Verteidiger Madrids Milizangehörige, die von verschiedenen linken Parteien und Gewerkschaften ausgehoben wurden und ihre eigenen Anführer wählten. In der Anfangsphase des Krieges hatte der republikanische Generalstab wenig Kontrolle über diese Einheiten.
Auf der anderen Seite unterstützen Deutschland und Italien Franco mit Flugzeugen und gepanzerten Einheiten. Die Legion Condor unterstand jedoch nicht der Befehlsgewalt Francos. Die Nationalisten erreichten Anfang November 1936, aus Norden und Westen kommend, Madrid.
Am 29. Oktober begann die republikanische Seite mit einem Gegenangriff mit dem Fünften Regiment (Kommunisten) unter der Führung Enrique Lísters. Dieser wurde in Parla zurückgewiesen. Am 2. November fielen Brunete, Sevilla la Nueva und Pinto, am 3. November Villaviciosa de Odón und Móstoles, am 4. November Toman Getafe und Alcorcón und Leganés. Durch die Einnahme von Cerro de los Ángeles, Villaverde und Carabanchel Alto am 5. und 6. November erreichten die Nationalisten die westlichen Vororte von Madrid. Am 7. November erreichten sie den Madrider Park Casa de Campo und rückten auf die Eisenbahnbrücke Puente los Franceses über den Manzanares vor.
Mola sagte einem britischen Journalisten, dass er die Stadt mit seinen vier Kolonnen von außen und die „Fünfte Kolonne“ – bestehend aus den rechten Sympathisanten, die Stadt von innen her erobern werde. Der Ausdruck „Fünfte Kolonne“ wurde zum Synonym für Verrat und Spionage auf der republikanischen Seite und diese Paranoia führte zum späteren Massaker an den Gefängnisinsassen von Madrid. Im Glauben, die Stadt würde bald fallen, verließ die Regierung unter Caballero am 6. November Madrid und verlegte den Regierungssitz nach Valencia. General Miaja und die politischen Führer, die blieben, formten die Junta de Defensa de Madrid (Komitee für die Verteidigung Madrids).
Der Versuch der Angreifer die Stadt einzunehmen erlitt jedoch einige Rückschläge. Dies lag vor allem an ihrer zahlenmäßigen Unterlegenheit (das Verhältnis war etwa 1:2 zu Gunsten der Republikaner), aber auch an der Unfähigkeit die Stadt ganz einzukesseln und sie somit von der Versorgung abzuschneiden.

## Schlacht um Madrid – November 1936
Den Republikanern kam auch die Topographie bei der Verteidigung Madrids zu Hilfe, da der Fluss Manzanares die Nationalisten vom Stadtzentrum trennte. General Mola plante, den Angriff am 8. November 1936 durchzuführen, und seine Truppen sollten durch den Park Casa de Campo auf einer Front von nur 1 km in die Stadt einmarschieren. Er hoffte somit verlustreiche Straßenkämpfe zu vermeiden, da der Park offenes Gelände war und gegenüber dem Stadtzentrum lag. Mola wollte zuerst nordwestlich des Zentrums den Manzanares überqueren lassen und einen Brückenkopf auf dem Gelände der Universität Complutense Madrid errichten lassen. Dazu ließ er einen Ablenkungsangriff auf das im Südwesten liegende Arbeiterquartier von Carabanchel unternehmen. Es gelang den Republikanern jedoch am 7. November aus einem kampfunfähigen italienischen Panzer die Angriffspläne zu erbeuten. Die Angriffspläne trug der gefallene Hauptmann Vidal-Quadras bei sich, so dass die Republikaner daraufhin ihre Truppen im Park Casa de Campo massierten.
Mola griff am 8. November mit 20.000 Mann und mit Unterstützung von italienischen gepanzerten Fahrzeugen und deutschen Panzerkampfwagen I unter dem Befehl des deutschen Offiziers Wilhelm Ritter von Thoma an. Die Republikaner traten mit 12.000 Mann in Carabanchel und mit 30.000 Mann in Casa de Campo an. Obwohl sie zahlenmäßig weit überlegen waren, waren die republikanischen Truppen schlecht ausgerüstet und hatten vielfach nur kleinkalibrige Waffen und wenig Munition zur Verfügung. Des Weiteren hatten die meisten keine militärische Ausbildung erhalten und keine Kampferfahrung.
Trotz alledem gelang es den Republikanern, den Angriff auf das Casa de Campo abzuwehren.
Am 8. November erreichte die XI. Internationale Brigade mit dem Dąbrowski-Bataillon, dem Edgar-André-Bataillon und dem Commune-de-Paris-Bataillon und einer britischen Maschinengewehr-Kompanie die Front. Die Mannstärke der Internationalen Brigade lag bei 1.900 Mann. Obwohl sie zahlenmäßig nicht ins Gewicht fiel, war ihre Ankunft eine moralische Stärkung für die Verteidiger. Zwei Tage später erreichten 4.000 Mann republikanische Verstärkung aus Aragonien, bestehend aus anarchistischen Milizen des CNT, unter Buenaventura Durruti die Stadt.
Am 9. November lenkten die Nationalisten ihren Angriff vermehrt auf die Vorstadt Carabanchel. Doch durch die Bauweise des Quartiers wurde es zu einem schwer zu überwindenden Hindernis. Die Kolonialtruppen aus Marokko wurden in einen schweren Häuserkampf verwickelt und es kam zu erheblichen Verlusten, da sie keine Erfahrung in dieser Art der Kriegsführung hatten und die Milizen auch über eine bessere Geländekenntnis verfügten.
Am Abend des 9. November begann General Kléber mit der XI. Internationalen Brigade einen Angriff auf die Stellungen der Nationalisten im Casa de Campo. Die Kämpfe dauerten die ganze Nacht und bis zum nächsten Tag. Als die Kämpfe abflauten, waren die nationalen Truppen aus ihren Stellungen gedrängt worden, die geplante schnelle Eroberung Madrids war gescheitert und die XI. Internationale Brigade hatte ein Drittel ihrer Soldaten verloren. Auf der ganzen Frontbreite von Madrid kam es am 9., 10, und 17. November zu Gegenstößen der Republikaner. Dabei wurden die Nationalisten an einigen Stellen zwar zurückgedrängt, aber die Republikaner erlitten schwere Verluste.
Am 11. November kam es auf republikanischer Seite zu einem Massaker an 1.029 „nationalen“ Gefangenen, die aus dem Gefängnis Modelo abtransportiert wurden und im Jaramatal, durch republikanische Milizen erschossen wurden. Es gibt die unbewiesene Behauptung, dass die Erschießungen durch den kommunistischen Führer Santiago Carrillo angeordnet wurden. Eine andere Theorie geht davon aus, dass der Befehl von José Cazorla, dem Stellvertreter von Carrillo, oder vom sowjetischen Berater Michail Kolzow kam. Dieses Kriegsverbrechen wurde vom Direktor des Gefängnisses Melchor Rodriguez verurteilt.
Am 12. November begann die gerade erst eingetroffene XII. Internationale Brigade, mit dem Thälmann-Bataillon, dem André-Marty-Bataillon und dem Garibaldi-Bataillon unter General Mate „Lukacs“ Zalka, einen Angriff auf die Stellungen der Nationalisten beim Hügel Cerro de los Ángeles, südlich der Stadt. Der Angriff hatte zum Ziel, die Nationalisten davon abzuhalten, die Straße Richtung Valencia zu besetzen. Der Angriff schlug aufgrund der Sprachprobleme und der ungenügenden Artillerieunterstützung fehl. Die Straße blieb jedoch trotzdem für die Republikaner offen.
Am 19. November begannen die Nationalisten ihren letzten Frontalangriff auf die Stadt. Unterstützt durch starkes Artilleriefeuer drangen marokkanische Kolonialsoldaten und Fremdenlegionäre in das Universitätsquartier von Madrid vor. Sie begannen einen Brückenkopf über den Fluss Manzanares zu erstellen und es begannen schwere Straßenkämpfe. Der anarchistische Anführer Durruti wurde bei diesen Kämpfen durch eigenes Feuer getötet.
Obwohl es zu heftigen Gegenangriffen der XI. Internationalen Brigade und regulären republikanischen Truppen kam, gelang es den Nationalisten, den Universitätskomplex zu zwei Dritteln zu halten. Trotz dieses Erfolges sah Franco ein, dass der Angriff auf Madrid an der unerwartet starken Gegenwehr gescheitert war. Er verbot weitere Infanterieangriffe, da er es sich nicht erlauben konnte, noch mehr seiner besten regulären und Legionärstruppen zu verlieren.
Franco befahl nun die Bombardierung der Wohnbezirke der Stadt, mit Ausnahme des Quartiers Salamanca, da in diesem viele nationalistische Sympathisanten wohnten. Franco soll gesagt haben: „Ich werde Madrid eher zerstören, als es den Marxisten zu überlassen“. Deutsche Flugzeuge bombardierten die Stadt vom 19. bis zum 23. November. Dieses Vorgehen erwies sich jedoch als kontraproduktiv, da die Bevölkerung sich durch die Angriffe nicht einschüchtern ließ und die Bombardierung von Zivilisten in der Weltpresse auf starke Kritik stieß. Die Verluste auf ziviler Seite scheinen jedoch eher gering gewesen zu sein. Einige Schätzungen gehen von etwa 200 Toten aus. Dies ist nicht zuletzt der Überlegenheit der sowjetischen Jagdflieger über die Legion Condor zu verdanken. Für ihre Leistung bei der Verteidigung von Madrid wurden am 1. Januar 1937 in Moskau 17 sowjetische Jagdflieger zu Helden der Sowjetunion ernannt.

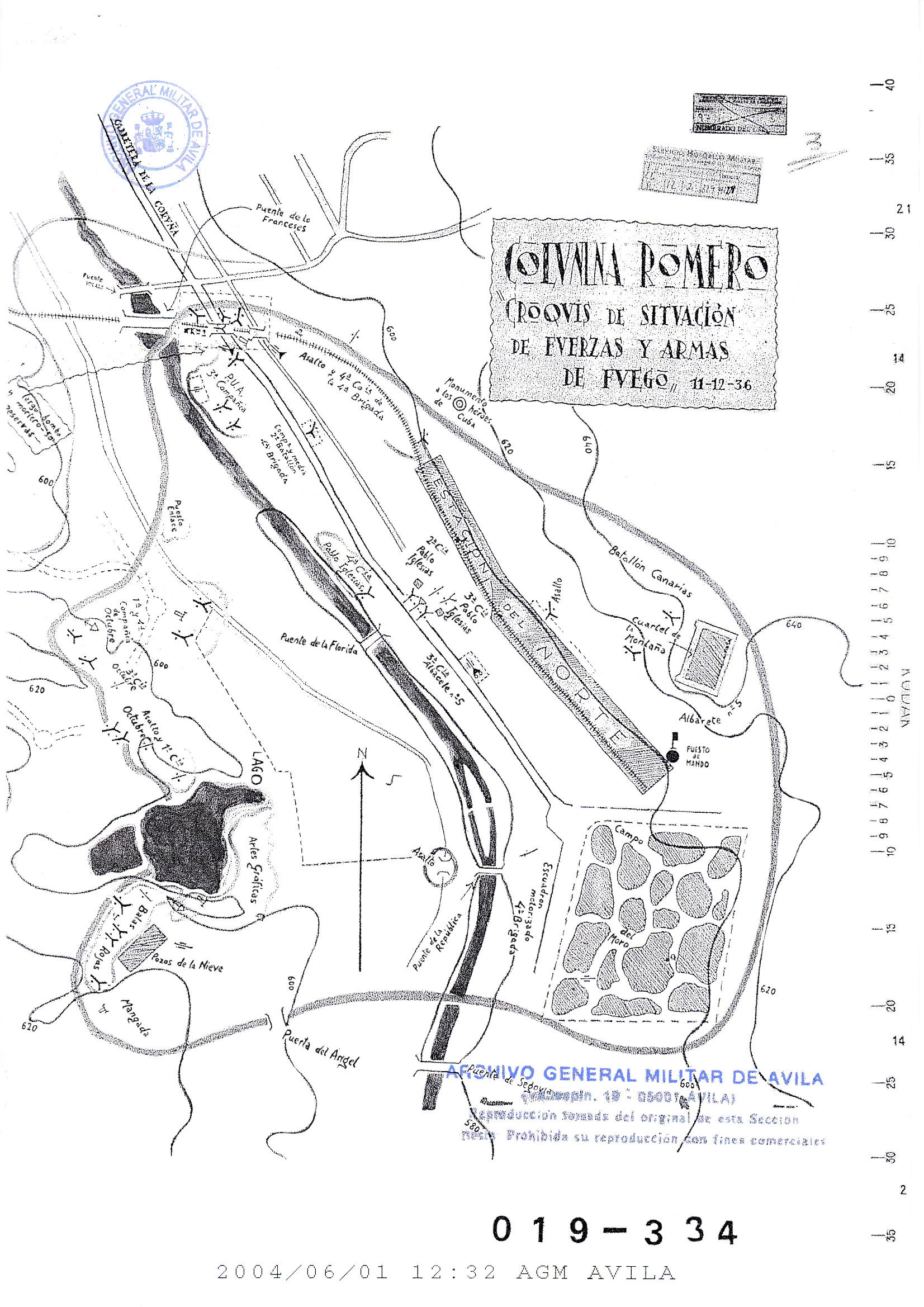
Militärische Lage im Gebiet Casa de Campo, Nordbahnhof, Manzanares im Dezember 1936

Anfang Dezember flauten die Kämpfe ab, da beide Seiten erschöpft waren. Die Front stabilisierte sich über den Fluss Manzanares, in die Universitätsstadt, quer durch den Park Casa de Campo und durch die Straßen von Carabanchel. Es kam zu gelegentlichen Artillerie- und Luftangriffen und die Nahrungsmittelversorgung wurde knapp. Die Gewerkschaft UGT verlegte lebenswichtige Industrien in die unbenutzten U-Bahn-Tunnel der Stadt.
Während der „Schlacht um Madrid“ wurden die Opferzahlen nie erfasst. Der britische Historiker Hugh Thomas geht von etwa 10.000 Toten (inkl. Zivilisten) auf beiden Seiten aus. Der amerikanische Journalist John T. Whitaker, der sich während der Belagerung von Madrid auch in Francos Hauptquartier aufhielt, wollte von dem verwundeten Oberst Castejón erfahren haben, dass die Nationalisten von ursprünglich 60.000 maurischen Söldnern bereits 50.000 bis zum Ende der Kämpfe um Madrid verloren hätten.

## Kämpfe in der Umgebung Madrids 1936 bis 1937
Im Dezember 1936 versuchte Franco die Straße nach A Coruña im Nordosten von Madrid abzuschneiden, um die Stadt weiter einzukreisen. Die nationalistische Offensive begann am 3. Dezember und wurde am 13. Dezember intensiviert. Der Angriff mündete in der Schlacht um die Straße nach Coruña und endete in einem Patt. Nach der Schlacht von Madrid versuchte die republikanische Regierung, die Streitkräfte zu reformieren und die verschiedenen Milizen zu einer regulären Volksarmee umzuformen. Dies erfolgte, indem man die Milizen in die Truppenteile der regulären Armee eingliederte, die der Republik treu geblieben waren. In der Praxis gewann aber vor allem die kommunistische Partei immer mehr Einfluss auf die Armee, da die Partei die Quelle für ausländische Freiwillige, sowjetische Waffen und Berater war. Die Kommunisten hatten einen disproportionalen Einfluss auf die Ernennung von Befehlshabern und auf die Kriegspolitik im Allgemeinen.
1937 kam es zu mehreren großen Schlachten in der Umgebung von Madrid. Im Februar fand die Schlacht am Jarama, im März die Schlacht bei Guadalajara und im Juli die Schlacht von Brunete statt.
Im Mai 1937 versuchten republikanische Kräfte vergeblich, unter dem Befehl des polnischen kommunistischen Offiziers Karol Świerczewski mit Hilfe gepanzerter Fahrzeuge aus Madrid auszubrechen.
Bis Ende 1937 eroberten die Nationalisten beim „Krieg im Norden“ fast ganz Nordspanien mit den wichtigen Industriegebieten des Landes, in denen bis dahin viele der republikanischen Waffen produziert worden waren. Der republikanische Kommandant des IV. Korps, Cipriano Mera, fing Pläne Francos ab, einen neuen Angriff aus Richtung Saragossa Richtung Madrid durchzuführen. Daraufhin begann General Vicente Rojo am 15. Dezember einen präventiven Angriff mit über 100.000 Mann und eroberte die Stadt Teruel. Rojos Angriff verhinderte zwar einen erneuten Angriff der Nationalisten auf Madrid, führte aber zu der blutigen Schlacht von Teruel mit über 100.000 Opfern auf beiden Seiten.

## Innerrepublikanische Kämpfe – 1939
1938 wurde der Belagerungsring um die Stadt enger und die Zivilbevölkerung litt immer mehr unter der Lebensmittelknappheit und Kälte. Bei der republikanischen Armee fehlten immer mehr Waffen und Munition.
Franco hatte jedoch die Idee eines erneuten direkten Angriffs auf die Stadt endgültig verworfen und verfolgte nun den Plan, die Stadt immer mehr einzuschließen und die Luftangriffe fortzuführen.
Nach dem Zusammenbruch der republikanischen Kräfte an anderen Frontabschnitten wurde im Frühling 1939 die Lage der Verteidiger hoffnungslos.
Dies führte zu einer Spaltung in den Reihen der Republikaner. Auf der einen Seite standen Premierminister Juan Negrín, einige andere Minister und die kommunistische Partei, die alle bis zum Ende kämpfen wollten. Auf der anderen Seite waren Oberst Segismundo Casado und andere, die über die Übergabe der Stadt verhandeln wollten, um das Schlimmste zu verhindern.
Am 5. März verhafteten Casados Männer kommunistische Offiziere in Madrid und entmachteten diese.
Am 7. März flohen die kommunistischen Anführer, die sowjetischen Berater und der Premierminister Negrín aus der Stadt.
Am nächsten Tag begannen Straßenkämpfe zwischen kommunistischen und nichtkommunistischen Truppen. Die Kommunisten wurden rasch überwältigt und ihr Anführer Luis Barceló erschossen.
Casado begann mit Franco über die Kapitulationsbedingungen zu verhandeln, aber Franco verlangte nun die bedingungslose Kapitulation.

## Die Kapitulation 28. März 1939
Am 26. März befahl Franco seinen Truppen einen Großangriff auf Madrid. Am 27. März brach die republikanische Front vollständig zusammen. Die meisten republikanischen Truppen ergaben sich oder warfen einfach ihre Waffen weg und gingen nach Hause. Am 29. März 1939 wurden die letzten Stellungen der Republikaner eingenommen. Madrid wurde durch Melchor Rodríguez García an die Franquisten übergeben, der daraufhin zum Bürgermeister der Stadt ernannt wurde.

## Folgen
Entgegen den Verhandlungsbemühungen General Casados wurden viele der republikanischen Verteidiger zwischen 1939 und 1943 vom Franco-Regime hingerichtet.